# Gehoornde meloen
De gehoornde meloen of kiwano (Cucumis metuliferus) is een plant uit de komkommerfamilie (Cucurbitaceae). De plant staat bekend om zijn langwerpige, ovale vrucht met hoorntjes. De plant is afkomstig uit de Kalahari in Afrika. Het is een kruidachtige plant met lange, dunne, gegroefde en borstelig behaarde stengels.
Begin jaren 80 van de twintigste eeuw werd de vrucht op de markt gebracht vanuit Nieuw-Zeeland. De kiwano is geen familie van de kiwi, zoals de gelijkaardige naam doet vermoeden. Wel zijn ze allebei vanuit Nieuw-Zeeland in de handel geïntroduceerd. De naam Kiwano is door een Nieuw-Zeelander als handelsnaam bedacht.
De stevige schil van de gehoornde meloen is groenoranje tot knaloranje van kleur. Het vruchtvlees van de vrucht is heldergroen en smaakt op een frisse manier waterachtig, met pitjes erin. De smaak van de vrucht kan overkomen als een combinatie van banaan, meloen en komkommer. De vrucht is familie van de komkommer en de meloen. In tegenstelling tot de komkommer wordt de gehoornde meloen rijp geconsumeerd. Dankzij de goede houdbaarheid van zes maanden is de kiwano het hele jaar verkrijgbaar.

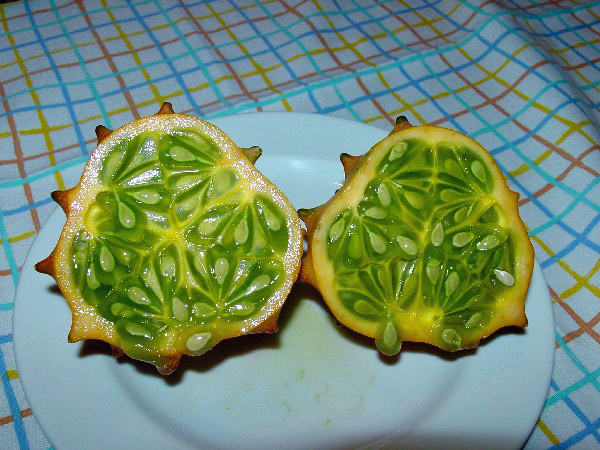
Dwarsdoorsnede